# 相似 (生物学)
相似（そうじ、英語: analogy）は、生物の種間で、機能的・形態的に同じ役割を果たす形質が、それぞれ別の構造に由来して発達してきたことである。
相同 (homology) の対義語。異なった起源のものが共通の条件の下で似通った形をとることを収斂進化という。

## 器官
相似な器官を相似器官という。
昆虫の翅と鳥類の翼は空を飛ぶという機能は共通だが、昆虫の翅は外骨格の腹部背板が伸張してできた物であるのに対し、鳥類の翼は脊椎動物の前足が変形した物であり、その由来が別であるため相似である。
同様に相似な例としては、魚類の背鰭とイルカの背鰭、サツマイモのイモとジャガイモのイモなどがある。
見方を変えると、同一の機能的目的のために、別個の器官を起源として、類似の構造が生まれたものであると考えられる。

## 生化学
この相似の概念は器官だけに留まらず、生化学物質にも応用される。具体的には、脊椎動物のヘモグロビン、軟体動物のヘモシアニンは、生化学的には別系統の物質であるが、酸素を体組織に運搬するという機能は同一であり、相似の例である。
特にこのような相似を生化学的相似といい、対義語として生化学的相同がある。